# Chaperón

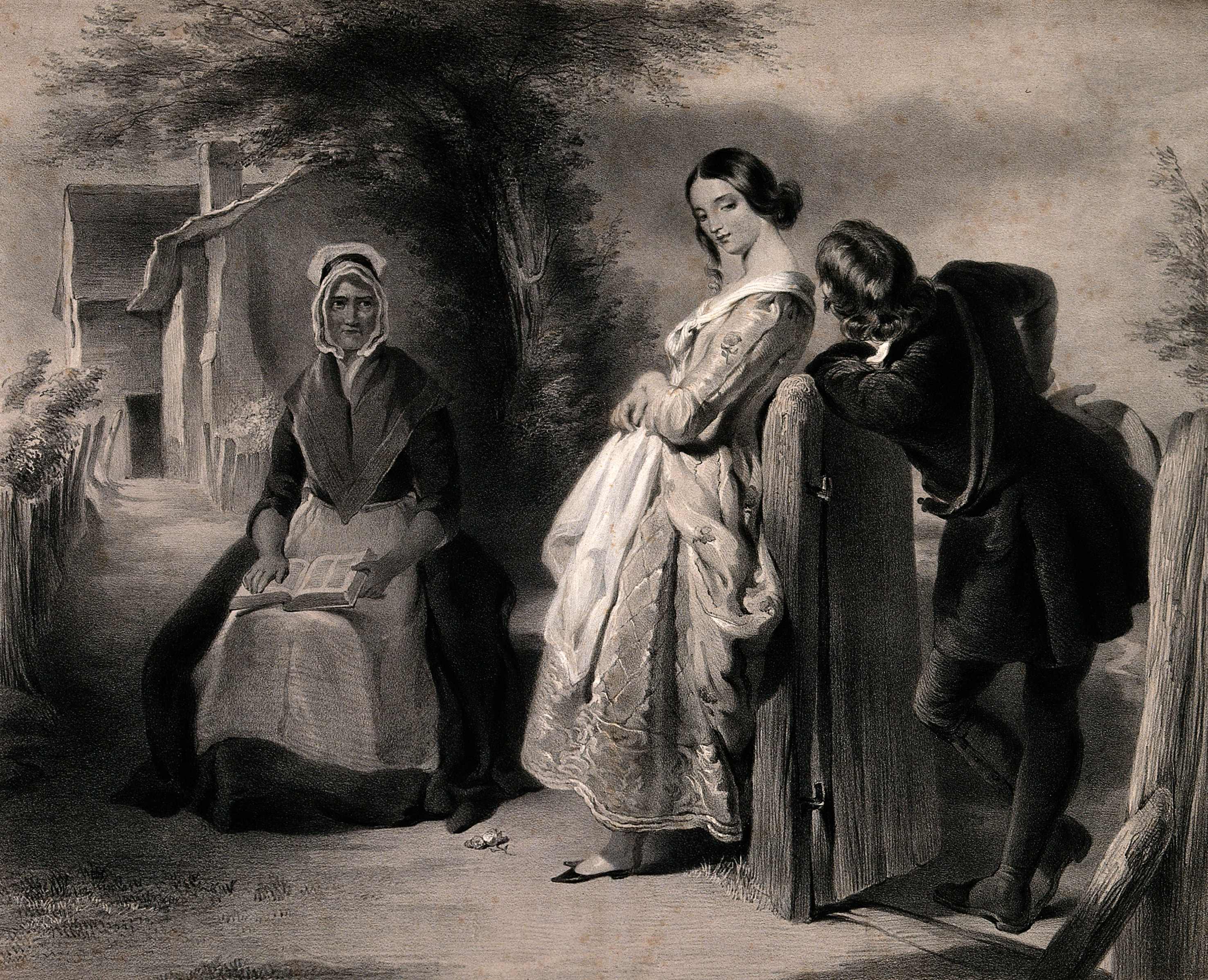
Obra artística que muestra una chaperona en acción

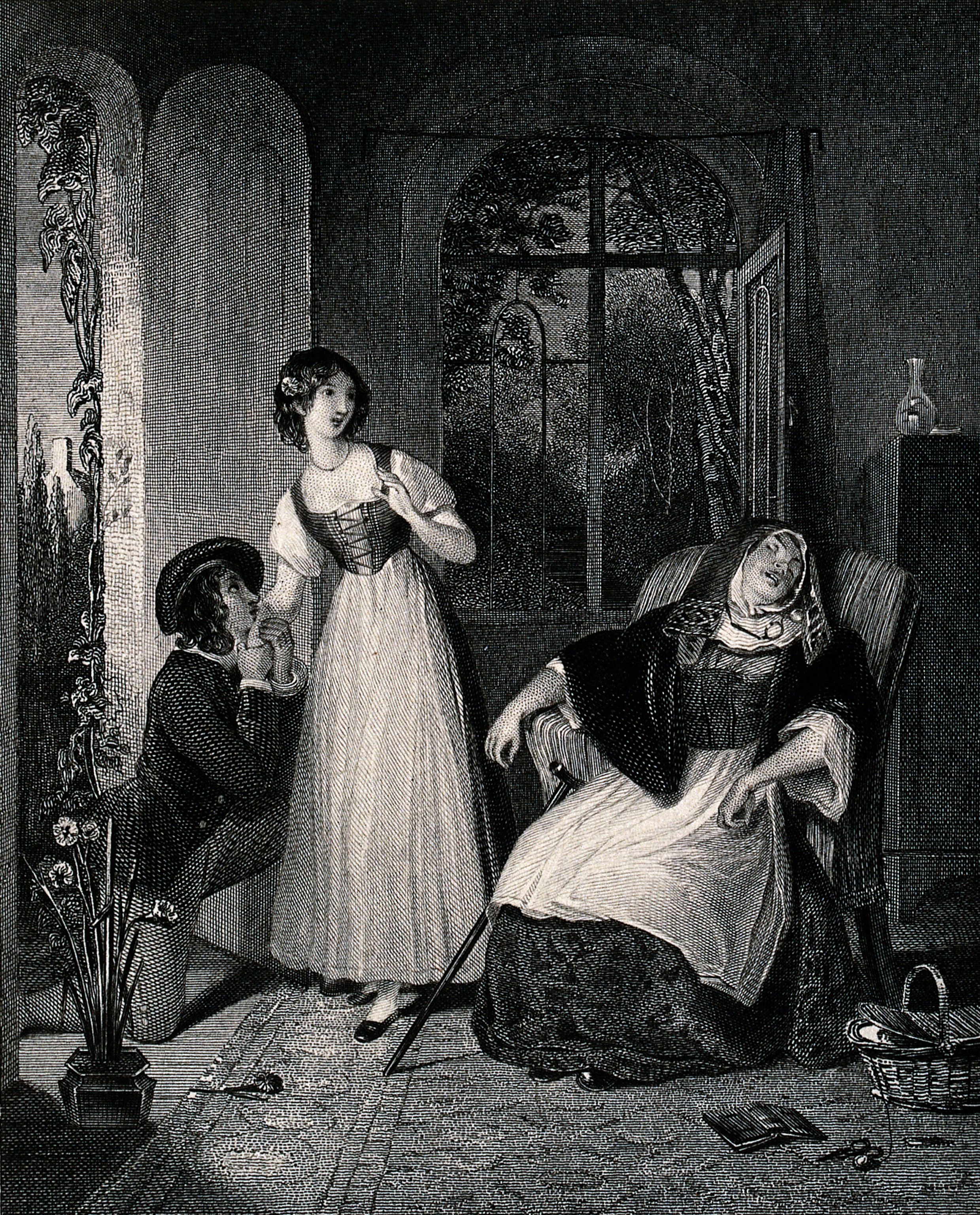
Obra artística que muestra una chaperona dormida

Un chaperón, también llamado paje y, en algunos lugares, carabina o velón, es un adulto que acompaña o supervisa a uno o más jóvenes —hombres o mujeres— solteros durante una actividad social, usualmente con la intención de prevenir interacciones sexuales o sociales inapropiadas, así como también para prevenir conductas ilegales (p. ej., beber en exceso o uso de drogas). El chaperón generalmente rinde cuenta a una tercera persona, normalmente a los padres de la persona acompañada (esto cuando la persona es joven).
La palabra deriva del francés chaperon (originalmente del latín tardío cappa, que significa capa), la cual se refiere a una especie de capa que fue llevada por hombres y mujeres en general.
Una chaperona era parte de la vestimenta de la Orden de la Jarretera. Probablemente fuese cuando los caballeros de esta orden inglesa empezaron a trabajar en la corte cuando el significado de la palabra cambió al de «acompañante». Otro posible origen de esta palabra puede provenir de la cetrería, en donde la palabra significaba poner la capa encima del ave de presa para eliminar su deseo de volar.
Tradicionalmente, una chaperona era una mujer mayor (casada o viuda) que acompañaba a una mujer joven, especialmente en presencia de hombres. Su presencia era una garantía de la virtud de la joven en cuestión. Los chaperones no fueron utilizados para varones jóvenes hasta la segunda mitad del siglo XX.
Los chaperones pueden ser resistidos y resentidos por la gente joven a la que supervisan. La práctica de los chaperones, especialmente aquella que corresponde a uno que supervisa a un solo joven, ha caído en desuso en la sociedad occidental. Sin embargo, el término es usado actualmente para referirse a parientes o profesores que supervisan a alumnos en los bailes de escuela o excursiones y visitas.